# Jevgenij Aržanov
Jevgenij Aržanov (ukrajinsky Євген Олександрович Аржанов, rusky Евгений Александрович Аржанов; * 22. dubna 1948 Kaluš) je bývalý sovětský atlet, běžec, který se věnoval středním tratím, zejména půlce, mistr Evropy z roku 1971.
Startoval nejčastěji v běhu na 800 metrů. Na olympiádě v Mexiku v roce 1968 postoupil do semifinále, na mistrovství Evropy v Athénách v roce 1969 skončil čtvrtý. Svého prvního úspěchu dosáhl na halovém mistrovství Evropy v roce 1970, kde zvítězil v závodě na 800 metrů. Velmi úspěšná pro něj byla následující sezóna. Nejprve obhájil titul evropského halového šampiona na této trati a v létě se stal mistrem Evropy v běhu na 800 metrů pod širým nebem. Patřil tak mezi největší favority běhu na 800 metrů na olympiádě v Mnichově v roce 1972. Ve finále vedl až do posledních metrů, kdy ho těsně (o 0,03 s) předstihl vítěz Američan Dave Wottle.